# Tocantins
Tocantins (TO) er en brailiansk delstat, placeret i den centrale del af landet i
regionen Norte. Hovedstaden hedder Palmas og delstaten grænser op til Maranhão, Piauí, Bahia,
Goiás, Mato Grosso og Pará
- Wikimedia Commons har flere filer relateret til Tocantins

9°25′S 48°09′V / 9.42°S 48.15°V